# Manuka
Leptospermum scoparium
Espèce
Classification phylogénétique
Le Mānuka (Leptospermum scoparium) est une espèce de plantes à fleurs de la famille des Myrtacée. C'est un arbuste trouvé en Nouvelle-Zélande et en Australie. On le connaît parfois mieux sous son nom anglais de Tea tree.

## Description
C'est un arbuste à feuilles persistantes et à écorce écaillée, s'élevant jusqu'à 3 mètres. Ses feuilles sont petites et odorantes et ses fleurs sont blanches et parfumées.

## Répartition et habitat

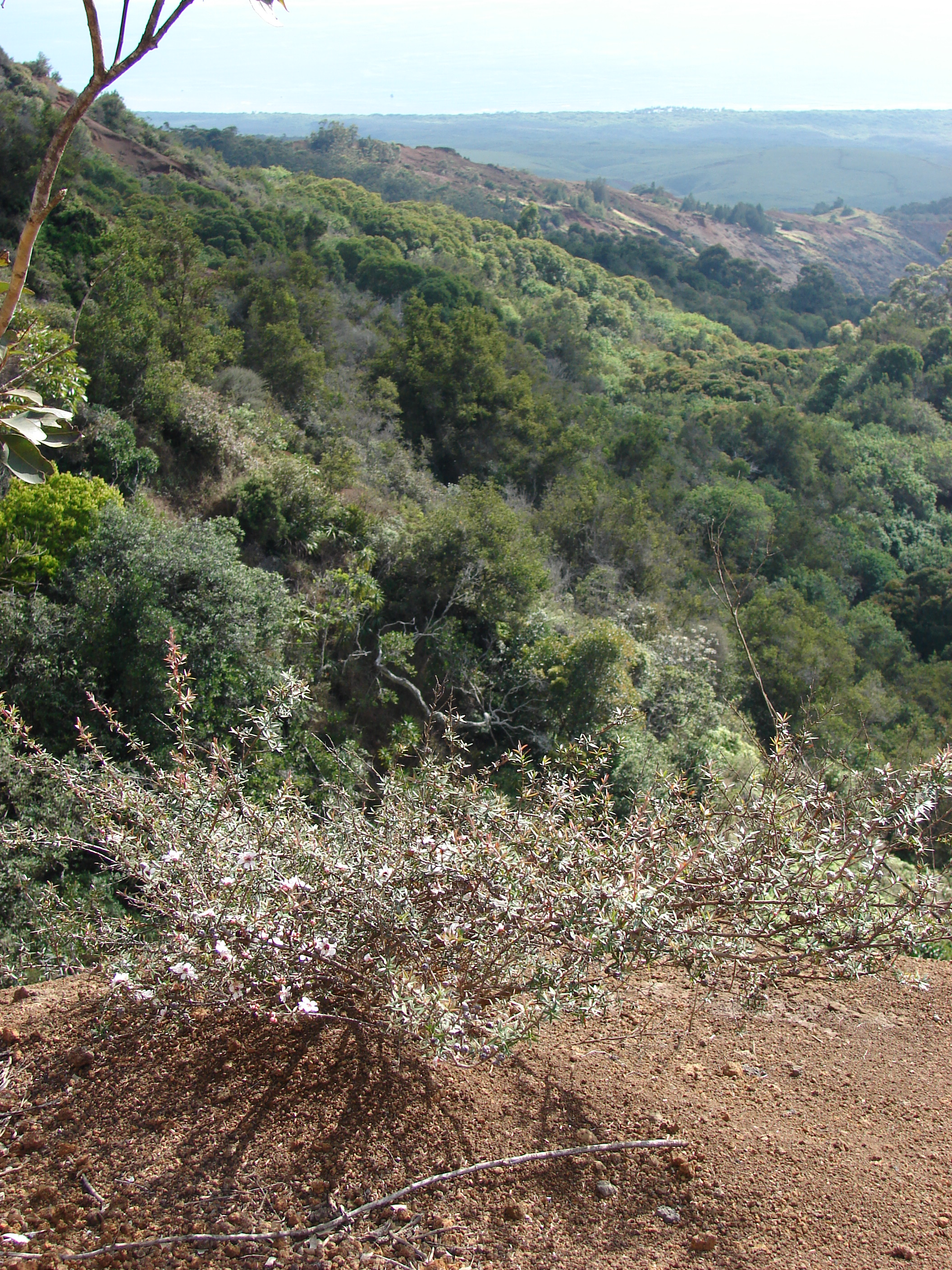
Mānuka dans son habitat naturel.

Il pousse à l'état sauvage en Nouvelle-Zélande et en Australie, y compris la Tasmanie dans des régions au climat doux et océanique, en sol acide. Sa résistance au gel est modérée (−7 °C).
Il existe de nombreux Cultivars ornementaux. 

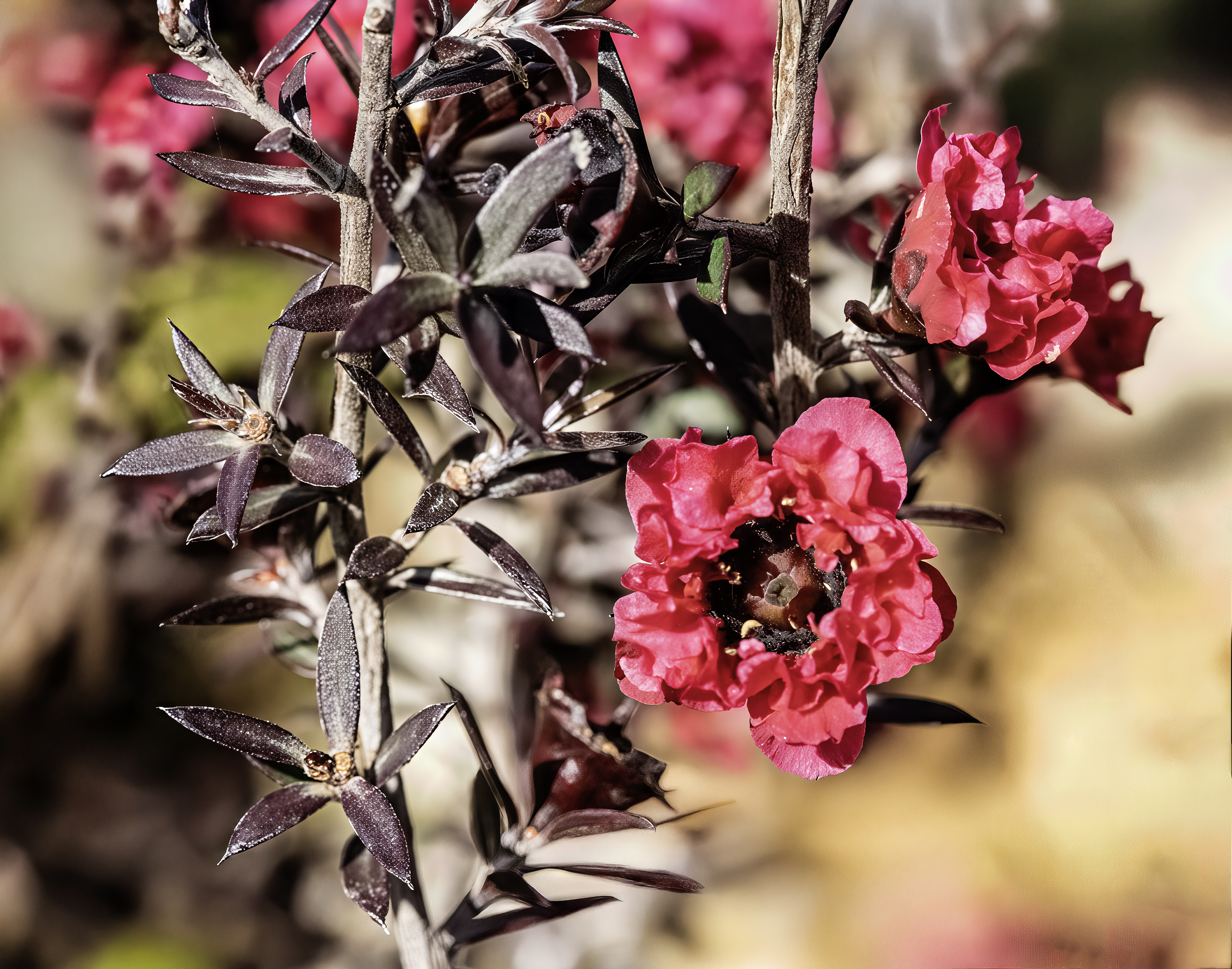
Leptospermum scoparium (Burgundy Queen), Feuilles et fleur

## Propriétés
Cet arbrisseau est l'un des nombreux végétaux baptisés « tea tree » par les colons britanniques. Ce terme prête à confusion, et en français sa traduction arbre à thé désigne uniquement l'espèce Melaleuca alternifolia, une autre Myrtacée. Par ailleurs, le théier, arbuste dont les feuilles sont utilisées pour produire le thé, est encore une autre espèce, éloignées des Myrtacées : Camellia sinensis.

### Huile de manuka
La médecine maori utilisait le manuka, l'huile essentielle que l'on extrait par distillation à la vapeur a des propriétés: antiseptique, antifongique, décongestionnante...
Les composés actifs de cette huile sont:
- Caryophyllène
- Géraniol
- Beta-Pinène
- Linalol
- Humulène
- Leptospermone (en)

### Miel de manuka

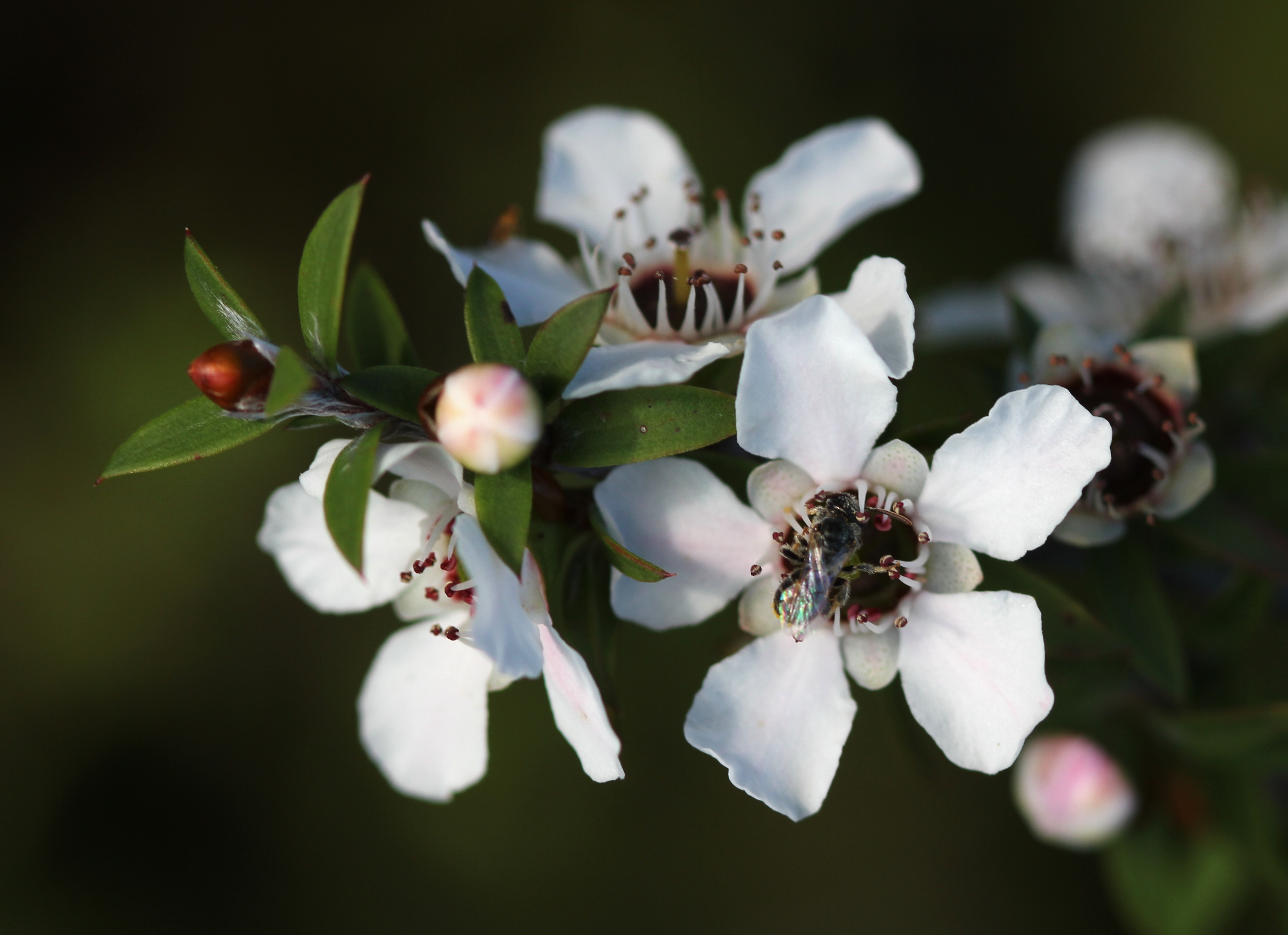
Une abeille indigène visite une fleur de manuka.

Des travaux de recherches menés par l'Université de Waikato en Nouvelle-Zélande ont mis en évidence les propriétés médicinales du miel de manuka offrant à l'apiculture de nouveaux marchés.

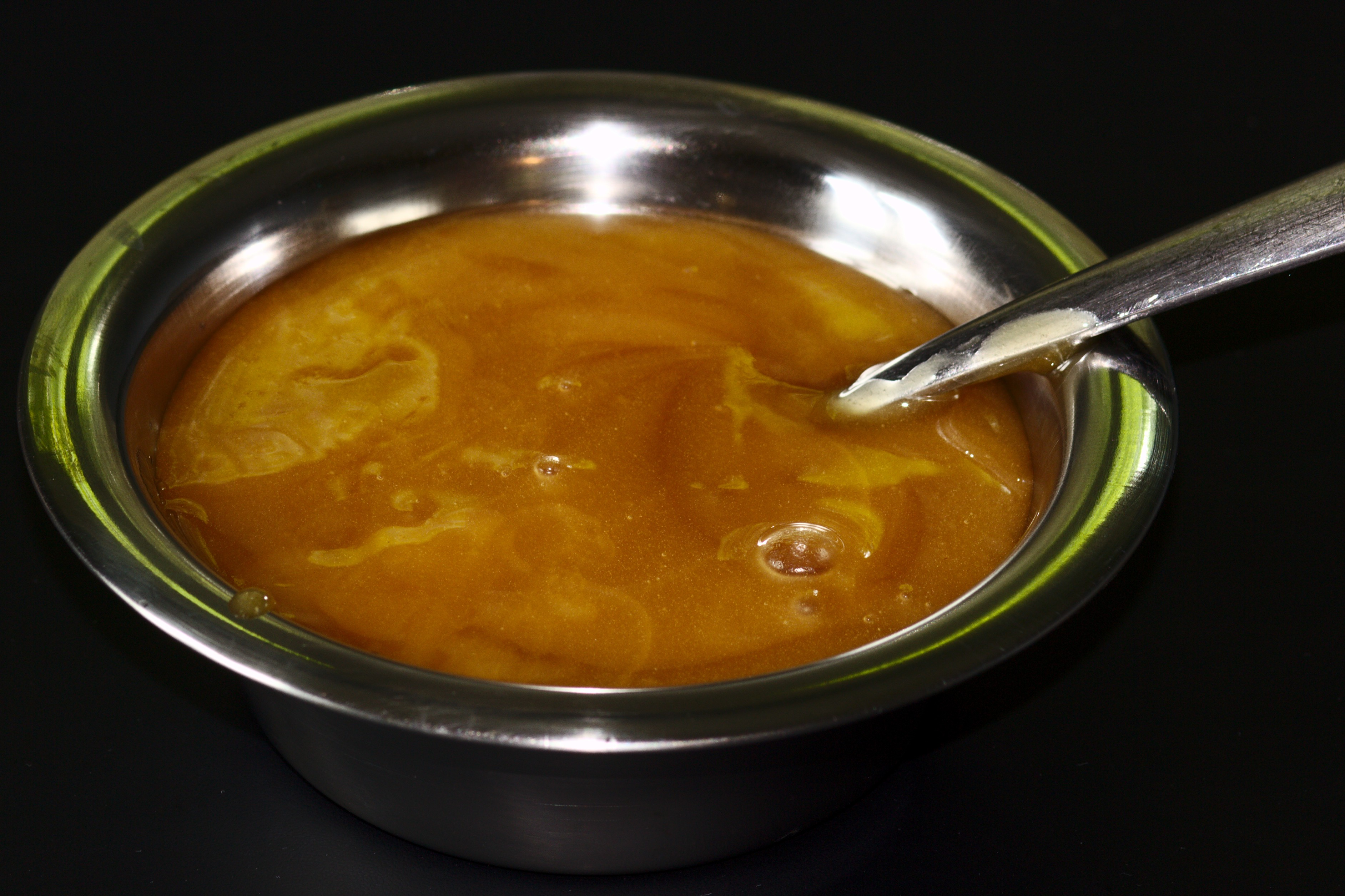
Bol de miel de manuka.

Tous les miels contiennent une enzyme spécifique qui produit de l'eau oxygénée, un antiseptique reconnu. Ceci peut varier beaucoup d’un miel à l’autre. Certains miels de Manuka contiennent en outre des propriétés antibactériennes et antiseptiques spécifiques. Le consortium de promotion du miel de Manuka (Nouvelle-Zélande) a créé l'UMF (Unique Manuka Factor) afin de pouvoir mesurer lesdites propriétés. Ce miel est efficace sur des bactéries multirésistantes (entérocoque ou et staphylocoque doré, Streptococcus pyrogenes), et semble avoir des propriétés anti-inflammatoires et cicatrisantes (ce miel est particulièrement efficace sur les brûlures et les ulcères). En plus de ses qualités antibactériennes, le miel de Manuka possède d'autres propriétés : il diminue les œdèmes, augmente la circulation sanguine et accélère la cicatrisation[réf. souhaitée].
Si d'autres miels (Thym, Sidr du Yémen) sont réputés comme ayant d'excellentes propriétés antiseptiques, antibactériennes et cicatrisantes, aucune comparaison scientifique des qualités de ces différents miels n'existe à ce jour.
L'UMF est le terme désignant l'« action spécifique du miel de manuka » découverte par Peter Molan (Université de Waikato). L'« Active Manuka Honey Association » (AMHA) de Nouvelle-Zélande en a fait une marque commerciale, il permet d'indexer la teneur en UMF des miels, et de garantir son authenticité.
En avril 2008, le Professeur Thomas Henle, de l'Université technique de Dresde (Allemagne) a identifié le méthylglyoxal comme étant le composé actif du miel de Manuka. Les produits portent maintenant l'inscription « MGO Manuka honey » (MGO), qui indique la teneur du miel en méthylglyoxal (un indice de 100 représente 100 mg de méthylglyoxal par kilogramme).
OMA qui signifie « Organic Manuka Active » est parfois utilisé, il indique de la même façon que MGO ou IAA (Indice d'Activité et d'Authenticité)  la teneur du miel en méthylglyoxal.

#### Falsification
En raison de la prime élevée payée pour le miel de manuka, une prime payée car le miel de manuka ne peut être cultivé et produit qu'en Nouvelle-Zélande, ce qui le rend plus cher en raison d'un approvisionnement moindre et des coûts d'expédition plus élevés, un nombre croissant de produits désormais étiquetés comme tels dans le monde sont contrefaits ou falsifiés. Selon les recherches de l'UMFHA, la principale association professionnelle des producteurs de miel de manuka de Nouvelle-Zélande, alors que 1 700 tonnes de miel de manuka y sont fabriquées chaque année, ce qui représente presque toute la production mondiale, quelque 10 000 tonnes de produits sont vendus à l'échelle internationale sous forme de miel de manuka, dont 1 800 tonnes rien qu'au Royaume-Uni. Lors d'essais effectués par des agences gouvernementales au Royaume-Uni entre 2011 et 2013, la majorité des miels marqués manuka ont manqué de l'activité antimicrobienne non peroxyde du miel de manuka. De même, sur 73 échantillons testés par l'UMFHA en Grande-Bretagne, en Chine et à Singapour en 2012-13, 43 étaient négatifs. Des tests séparés de l'UMFHA à Hong Kong ont révélé que 14 des 56 miels de manuka échantillonnés avaient été falsifiés avec du sirop de glucose. En 2013, l'Agence britannique des normes alimentaires (Food Standards Agency) a demandé aux autorités chargées des normes commerciales d'alerter les vendeurs de miel de manuka sur la nécessité d'une conformité légale. Il existe une gamme confuse de systèmes pour évaluer la force des miels de manuka. Dans une chaîne du Royaume-Uni en 2013, deux produits étaient étiquetés « 12+ actif » et « 30+ activité totale » respectivement pour « activité peroxyde naturelle » et un autre « actif 12+ » en force pour « activité phénol totale », mais aucun des trois n'ont été marqués pour la force de l'activité antimicrobienne non peroxyde, spécifique au miel de manuka.
Il y a eu de plus en plus des conflits de territoire entre les producteurs opérant à proximité de grands bouquets d'arbres manuka, et aussi des cas rapportés de nombreuses ruches sabotées, empoisonnées, ou volées,.

#### Marqueurs chimiques uniques
Des recherches menées au Japon ont démontré qu'il existe des identificateurs chimiques uniques présents dans les miels de Leptospermum qui ne se trouvent pas dans le miel ordinaire, ce qui facilite la distinction entre les produits contrefaits et le miel de Manuka pur et naturel.
En Australie, tout le miel défini et étiqueté comme « Australian Manuka Active » et portant le logo de la marque d'authenticité de l'« Australian Manuka Honey Association  » (AMHA), doit être produit en Australie et testé par un laboratoire agréé indépendant pour s'assurer qu'il contient au moins deux des critères suivants lorsque emballé :
- ≥ 85 mg / kg (ou ppm) de méthylglyoxal (MGO)
- ≥ 170 mg / kg (ou ppm) de dihydroxyacétone (DHA)
- ≥ 50 mg / kg (ou ppm) de leptospérine (ou leptosine)[12].